# Phintella pygmaea
Phintella pygmaea là một loài nhện trong họ Salticidae.
Loài này thuộc chi Phintella. Phintella pygmaea được Wanda Wesołowska miêu tả năm 1981.